# المهد الأوسط (الحديدة)

تعديل مصدري - تعديل

المهد الأوسط هي إحدى قرى مديرية المراوعة، التابعة لمحافظة الحديدة اليمنية، بلغ تعداد سكانها 1609 نسمة حسب الإحصاء الذي أجري عام 2004.